# Old 97's
Old 97's est un groupe de rock américain originaire de Dallas, au Texas. Formé en 1992,  le groupe a sorti treize albums studio, deux extended plays complets, partagé les tâches sur un autre, et ils ont un album live. Leur sortie la plus récente s'intitule American Primitive.
Les Old 97's ont été les pionniers du mouvement alt-country du milieu à la fin des années 1990. Ils ont ensuite développé un style plus power pop dans les années 2000. Le chanteur principal et auteur-compositeur principal Rhett Miller a décrit le style du groupe comme étant du « folk bruyant ». Le nom du groupe fait référence à l'épave du Old 97 (en). 

## Carrière
Initialement un groupe de bar populaire de Dallas, Old 97's a fait une tournée dans le pays après la sortie de son premier album, Hitchhike to Rhome en 1994 et le split EP Stoned / Garage Sale en 1995 avec Funland, un groupe compatriote de Dallas sur Idol Records. À Chicago, ils ont attiré l'attention de Bloodshot Records et ont signé pour enregistrer leur nouvel album. L'album Wreck Your Life de 1995 leur a permis d'attirer l'attention d'Elektra Records, qui espérait que l'alt-country pourrait devenir une nouvelle tendance post-grunge. Le chanteur principal Rhett Miller, né à Austin, a ensuite vécu à New York et à Los Angeles. De nombreuses chansons du groupe incluent des références locales au Texas, ainsi qu'à New York, Los Angeles et Chicago.
Miller écrit et chante la plupart des chansons, le bassiste Murry Hammond assurant le chant sur un ou deux morceaux par album. Hammond a également réalisé un certain nombre de reprises country, en particulier au cours des premières années du groupe. Hammond interprète également du gospel dans son église locale. L'album Drag It Up de 2004 du groupe comprend également une chanson écrite et chantée par le guitariste Ken Bethea, « Coahuila ».
En 2005, le magazine Blender a classé le single le plus populaire du groupe, « Murder (Or a Heart Attack) » de 1999, comme la 176e plus grande chanson « depuis votre naissance ». 
Leur musique a été jouée dans un certain nombre de films et de séries télévisées, dont The Break-Up (« Salome », « Melt Show », « Timebomb »), Clay Pigeons (« Timebomb »), Slither (« The New Kid »), Ned's Declassified School Survival Guide (« Big Brown Eyes »), Ed (« Question », « King of All the World »), Scrubs (« Question »), Veronica Mars (« Adelaide », « Four-Leaf Clover », « The New Kid ») et Scorpion (« Question »). Une scène clé vers la fin du film The Break-Up se déroule en particulier lors d'un concert des Old 97's. Dans l'épisode de la saison 2 "Tango and Smash", de la série FUBAR, les Old 97's apparaissent comme un groupe de musique anonyme et aléatoire dans un restaurant chic de Tallinn à qui on demande s'ils connaissent le vieux "Dance With Me". – bien qu'ils ne soient capables de reproduire fidèlement les Old 97 (jouant effectivement un remix de leur propre chanson) que pour une longue scène de danse entre deux des protagonistes de la série. 
Rhett Miller a enregistré sept albums studio solo et un album live, The Instigator de 2002 recevant une diffusion substantielle sur les stations de radio à orientation alternative. Il a fait une tournée avec Neil Finn en 2004. Le deuxième album commercial majeur de Miller, The Believer, est sorti en février 2006. L'album solo de Murry Hammond, I Don't Know Where I'm Going But I'm on My Way, est sorti le 21 avril 2008.
Les Old 97's ont été salués comme un excellent groupe live, même s'ils prétendent ne jamais mener de répétition. Ils ont inclus cinq chansons live en tant que disque bonus sur Satellite Rides et ont sorti un double CD live enregistré au Gruene Hall historique en 2005, Alive & Wired.
Dix-huit chansons du groupe, datant de ses débuts jusqu'en 2001, ont été compilées dans l'album Hit by a Train: The Best of Old 97's  publié par Rhino Entertainment, avec des notes de pochette et un essai du critique rock Robert Christgau.
Lorsque des obligations contractuelles empêchent le groupe d'utiliser le nom de Old 97's, il se produit sous le pseudonyme de Satellite Riders, qui est un faux « groupe hommage » . Les Ranchero Brothers est le nom utilisé lorsque seuls Rhett et Murry Hammond se produisent. L'enregistrement de « Timebomb » de l'album live Alive &amp; Wired a été mis à disposition en téléchargement avec d'autres chansons alt-country pour les jeux vidéo musicaux Rock Band et Rock Band 2.
Leur projet studio suivant, The Grand Theatre, est sorti en deux volumes. Le premier, The Grand Theatre, Volume One, est sorti le 12 octobre 2010. Le deuxième, The Grand Theatre, Volume Two, est sorti le 5 juillet 2011. 
En 2013, le groupe a sorti un EP contenant deux morceaux avec la voix de la légende de la musique country Waylon Jennings intitulé Old 97's & Waylon Jennings . Rhett Miller a qualifié les morceaux inédits avec Jennings de « Saint Graal du groupe ». 
Le dixième album studio du groupe, Most Messed Up, est sorti le 29 avril 2014 chez ATO Records et a été leur album le plus vendu à ce jour, atteignant la 30e place du Billboard 200. 
Leurs deux sorties suivantes sur ATO Records ont été Graveyard Whistling, leur 11e album studio, sorti le 24 février 2017  et Love the Holidays, un album de chansons de Noël principalement originales, sorti le 16 novembre 2018.
ATO Records a sorti l'album studio suivant du groupe, bien nommé Twelfth, le 21 août 2020. Les douze titres ont été produits par Vance Powell, qui a produit Graveyard Whistling . Old 97's a noté que les sessions d'enregistrement à Nashville ont commencé la nuit d'une tornade meurtrière et juste avant que la pandémie de COVID-19 ne frappe,.  
Les membres du groupe ont interprété le groupe de rock extraterrestre Bzermikitokolok et les Knowheremen dans The Guardians of the Galaxy Holiday Special, chantant la chanson originale « I Don't Know What Christmas Is (But Christmastime Is Here) » et leur chanson de 2018 « Here It Is Christmastime », cette dernière avec Kevin Bacon au chant principal,.

## Membres du groupe
Membres actuels
- Rhett Miller – chant, guitare rythmique (1992–présent)
- Murry Hammond – guitare basse, chœurs et chant principal, guitare acoustique (1992–présent)
- Ken Bethea – guitare solo, chœurs et chant (1992-présent)
- Philip Peeples – batterie, chœurs (1992–présent)

Remplaçants de studio
- Clark Vogeler - guitare solo (1994)
- Alan Wooley – guitare solo (1994)

Remplaçants en tournée
- Fred Armisen – batterie (2017)
- Jason Garner – batterie (2017)

## Discographie

### Albums
| Année | Album                                                                            | Billboard 200 | Label               |
| ----- | -------------------------------------------------------------------------------- | ------------- | ------------------- |
| 1994  | Hitchhike to Rhome                                                               |               | Idol Records        |
| 1995  | Stoned / Garage Sale (with Funland)                                              |               | Idol Records        |
| 1995  | Wreck Your Life                                                                  |               | Bloodshot Records   |
| 1997  | Too Far to Care                                                                  |               | Elektra Records     |
| 1999  | Fight Songs                                                                      |               | Elektra Records     |
| 2000  | Early Tracks                                                                     |               | Bloodshot Records   |
| 2001  | Satellite Rides                                                                  | 121           | Elektra Records     |
| 2004  | Drag It Up                                                                       | 120           | New West Records    |
| 2005  | Alive & Wired                                                                    |               | New West Records    |
| 2006  | Hit by a Train: The Best of Old 97's                                             |               | Rhino Entertainment |
| 2008  | Blame It on Gravity                                                              |               | New West Records    |
| 2009  | Wreck Your Life... And Then Some: The Complete Bloodshot Recordings [Vinyl Only] | 85            | Bloodshot Records   |
| 2010  | Mimeograph EP                                                                    |               | New West Records    |
| 2010  | The Grand Theatre, Volume One                                                    |               | New West Records    |
| 2011  | The Grand Theatre, Volume Two                                                    |               | New West Records    |
| 2012  | Too Far to Care: Expanded Edition                                                |               | Omnivore Recordings |
| 2013  | Old 97's & Waylon Jennings                                                       |               | Omnivore Recordings |
| 2014  | Most Messed Up                                                                   | 30            | ATO Records         |
| 2017  | Graveyard Whistling                                                              | 82            | ATO Records         |
| 2018  | Love the Holidays                                                                |               | ATO Records         |
| 2020  | Twelfth                                                                          |               | ATO Records         |
| 2024  | American Primitive                                                               |               | ATO Records         |

### Simple
| Year | Chanson                                                      | Classement | Album                         |
| Year | Chanson                                                      | US AAA     | Album                         |
| ---- | ------------------------------------------------------------ | ---------- | ----------------------------- |
| 1995 | "Eyes for You"                                               | —          | non-album single              |
| 1996 | "Crying Drunk"                                               | —          | non-album single              |
| 1997 | "Timebomb"                                                   | —          | Too Far to Care               |
| 1998 | "Streets of Where I'm From"                                  | —          | Too Far to Care               |
| 1999 | "Murder (or a Heart Attack)"                                 | 6          | Fight Songs                   |
| 1999 | "Nineteen"                                                   | 9          | Fight Songs                   |
| 2001 | "King of All the World"                                      | 8          | Satellite Rides               |
| 2007 | "Here It Is Christmas Time"                                  | —          | non-album single              |
| 2008 | "Dance With Me"                                              | 28         | Blame It On Gravity           |
| 2010 | "Every Night is Friday Night (With You)"                     | 20         | The Grand Theatre, Volume One |
| 2017 | "Good with God" (featuring Brandi Carlile)                   | 11         | Graveyard Whistling           |
| 2020 | "Turn off the TV"                                            | 22         | Twelfth                       |
| 2022 | "I Don't Know What Christmas Is (But Christmastime Is Here)" | —          | non-album single              |

## DVD
- 2005 : Old 97's Live (New West Records)